# Canama lacerans
Canama lacerans är en spindelart som först beskrevs av Tord Tamerlan Teodor Thorell 1881.  Canama lacerans ingår i släktet Canama och familjen hoppspindlar. Inga underarter finns listade.